# Playa del Carmen
Playa del Carmen – miasto i siedziba gminy Solidaridad położone w północnej części meksykańskiego stanu Quintana Roo. Po miastach Cancún i Chetumal jest to trzecie pod względem wielkości miasto w tym stanie. Miasto leży na wybrzeżu Morza Karaibskiego, jest popularnym kurortem turystycznym. Leży naprzeciwko San Miguel de Cozumel, największego miasta na wyspie Cozumel, z którym ma połączenie promowe.

## Miasta partnerskie
- Glendale
- Camden
- Rimini